# Амблер (Аляска)
Амблер (англ. Ambler, эским.: Ivisaappaat) — город в боро Нортуэст-Арктик, штат Аляска, США. Население составляет 262 человека (оценка, 2019 год).

## История
Город был назван по реке Амблер, притоку реки Кобук, которая в свою очередь получила своё название в честь Джеймса М. Амблера, который в 1881 году умер от голода после того, как его корабль оказался в ловушке в арктических льдах. Как постоянный населённый пункт Амблер появился в 1958 году, когда сюда переселилась часть людей из Шуганака и Кобука. В 1963 году появилось почтовое отделение. Город был инкорпорирован 26 марта 1971 года.

## География и климат

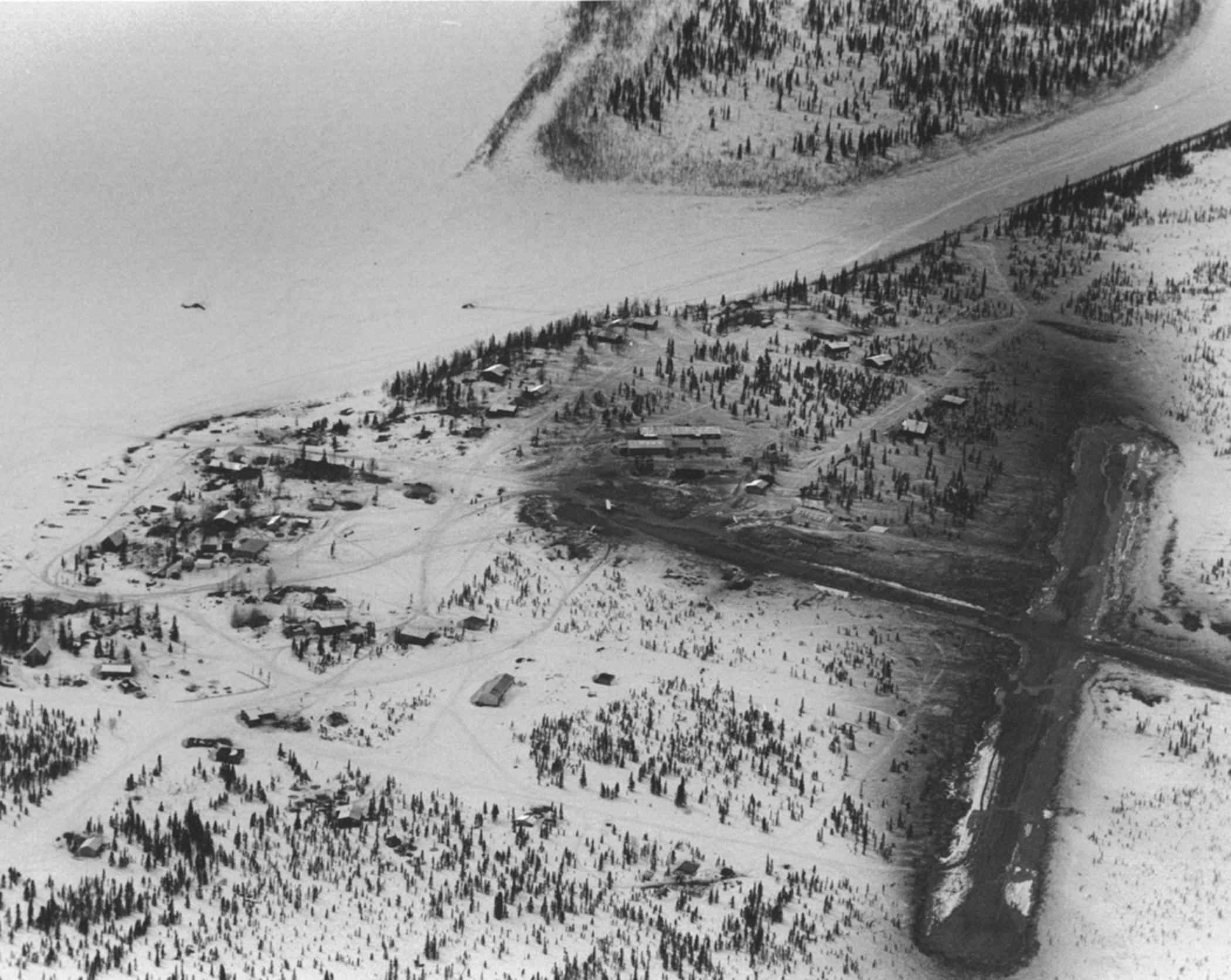
Амблер зимой

По данным Бюро переписи населения США площадь населённого пункта составляет 27,8 км², из них суша составляет 24,5 км², а водные поверхности — 3,3 км². Расположен на северном берегу реки Кобук, в месте впадения в неё реки Амблер, примерно в 222 км к северо-востоку от города Коцебу.
Амблер характеризуется субарктическим климатом с длинной очень холодной зимой и коротким тёплым летом. Зимой температура нередко опускается ниже −40 °C, как и в других внутренних районах Аляски, однако, при этом регулярно устанавливаются и тёплые периоды, когда температура превышает −12 ° С в течение нескольких дней подряд, что объясняется относительной близостью Тихого океана. Иногда зимой температура может превышать 0 °C, однако, это случается довольно редко. Города, расположенные восточнее, например Фэрбанкс и Форт-Юкон, гораздо меньше ощущают смягчающее влияние Тихого океана. Из-за близости океана климат в Амблере также и более влажный. Летом погода изменяется от тёплой до довольно прохладной. Иногда температура превышает 26 °C, очень редко может превышать 30 °C. 18 и 19 июня 2013 года была зафиксирована максимальная температура 32 °C.
Река Кобук пригодна для навигации с начала июня по середину октября.

## Население
По данным переписи 2000 года население города составляло 309 человек. Расовый состав: коренные американцы — 84,79 %; белые — 12,94 %; афроамериканцы — 0,32 %; представители двух и более рас — 1,94 %.
Доля лиц в возрасте младше 18 лет — 41,7 %; от 18 до 24 лет — 12,3 %; от 25 до 44 лет — 22,7 %; от 45 до 64 лет — 16,2 % и старше 65 лет — 7,1 %. Средний возраст населения — 22 года. На каждые 100 женщин в среднем приходится 102,0 мужчин; на каждые 100 женщин в возрасте старше 18 лет приходится 95,7 мужчин.
Из 79 домашних хозяйств в 54,4 % — воспитывали детей в возрасте до 18 лет, 45,6 % представляли собой совместно проживающие супружеские пары, 25,3 % — женщины без мужей, 19,0 % не имели семьи. 16,5 % от общего числа хозяйств на момент переписи жили самостоятельно, при этом 3,8 % составили одинокие пожилые люди в возрасте 65 лет и старше. В среднем домашнее хозяйство ведут 3,91 человек, а средний размер семьи — 4,33 человек.
Средний доход на совместное хозяйство — $43 500; средний доход на семью — $43 571. Средний доход на душу населения — $13 712.
Динамика численности населения города по годам:
| 1960 | 1980 | 1990 | 2000 | 2010 | 2011 | 2012 | 2013 | 2014 | 2015 | 2016 | 2017 | 2018 | 2019 |
| ---- | ---- | ---- | ---- | ---- | ---- | ---- | ---- | ---- | ---- | ---- | ---- | ---- | ---- |
| 70   | 192  | 311  | 309  | 258  | 264  | 264  | 265  | 266  | 267  | 264  | 267  | 262  | 262  |

## Транспорт
Город обслуживается аэропортом Амблер. Транспортное сообщение осуществляется авиацией, небольшими судами и снегоходами. Нет никаких дорог, связывающих Амблер с другими частями штата.